# Epitaph Records
Az Epitaph egy ismert kaliforniai punk-lemezkiadó, amelyet 1980-ban a Bad Religion gitárosa, Brett Gurewitz alapított 1981-ben a főleg skate-punk együttesek lemezeinek kiadása végett. Az utóbbi években más műfajú együttesek albumait is kiadták, úgymint a hiphophoz, hardcore-hoz, indie rockhoz tartozókat. Az Epitaph alkiadója az ANTI- és Hellcat Records. Ezenkívül a Fat Possum Recordsszal is kapcsolatban áll, és 51%-os tulajdonos a Burning Heart Recordsnál.

## Történet
Az első Epitaph által kiadott lemez a Bad Religion egyik EP-je volt. Az első banda pedig, amely csatlakozott a kiadóhoz a The Vandals volt és a kiadott lemezük pedig a Peace Thru Vandalism. A következő években több híres együttes is szerződést kötött velük mint pl: aNOFX, Pennywise, Down By Law és a The Offspring. 1994 Brett Gurewitz otthagyta a Bad Religion többek között hogy a kiadójával dolgozzon (másrészt drogproblémái miatt).1994 megjelent a The Offspring Smash című albuma és a világszerte eladott millió-és millió lemez, kirobbanásszerű sikert hozott a kiadónak. Az üzleti siker mára az Epitaphot Amerika egyik legnagyobb kiadójává tette és számos együttes áll velük szerződésben. 2001-ben Brett Gurewitz(Mr. Brett) visszatért a Bad Religionbe, így az együttes is az Epitaphoz.
Európában is megvetette már a lábát az kiadó, Amszterdamban, Epitaph Europe vagyis Eurotaph néven. Nemcsak az amerikai bandák lemezeit adják ki kontinensünkön, hanem az európai együttesekel is szerződésben állnak:pl.: Terrorgruppe, vagy a Beatsteaks.
2004 óta adnak ki nemcsak skate punk lemezeket, hanem pl: hiphop albumokat.

## Együttesek listája, melyek az Epitaphal megjelentettek már albumot
| - ALL - Agnostic Front - Bad Religion - Beatsteaks - The Blackout - Bouncing Souls - Converge - Death By Stereo - Descendents - The Dillinger Escape Plan - The Distillers - Down By Law - Dropkick Murphys - Escape The Fate - Guttermouth - The Hives - Horrorpops - Hot Water Music | - I Am Ghost - L7 - Matchbook Romance - Millencolin - NOFX - The Offspring - Pennywise - Pulley - Raised Fist - Rancid - The Robocop Kraus - SNFU - Terrorgruppe - Tom Waits - Turbonegro - The Vandals - Zeke |

## Fordítás
- Ez a szócikk részben vagy egészben  az   Epitaph Record című angol Wikipédia-szócikk fordításán alapul.  Az eredeti cikk szerkesztőit annak laptörténete sorolja fel. Ez a jelzés csupán a megfogalmazás eredetét és a szerzői jogokat jelzi, nem szolgál a cikkben szereplő információk forrásmegjelöléseként.
- Hivatalos honlap (angolul)